# Căzănești
Căzănești este un oraș în județul Ialomița, Muntenia, România.

## Așezare
Orașul se află în zona centrală a județului, pe malul stâng al râului Ialomița. Prin oraș trece șoseaua națională DN2A, care leagă Slobozia de Urziceni. Din acest drum, la Căzănești se ramifică șoseaua județeană DJ203E, care duce la Cocora.
Localitatea Căzănești, este așezată în partea centrală a județului Ialomița, învecinându-se cu comunele:
- Reviga (nord-est)
- Cocora (nord)
- Muntei-Buzău (vest)
- Ciochina (sud)
Cadrul natural aparține luncii Ialomiței și Bărăganului Padinei. Se află la distanță de 32 km față de Municipiul Slobozia, reședință de județ și la 34 km de Municipiul Urziceni
-Transportul este asigurat pe ruta DN 2A București-Slobozia, ce traversează localitatea și calea ferată pe linia Urziceni-Slobozia din Gara Căzănești. 

## Istorie
La sfârșitul secolului al XIX-lea, Căzănești era o comună din plasa Ialomița-Balta a județului Ialomița, formată din satul de reședință și din două cătune, Bibicelu și Drăgoiasca, având în total o populație de 1098 de locuitori. În comună funcționa o școală mixtă cu 38 de elevi și o biserică. Anuarul Socec din 1925 consemnează comuna, cu 1677 de locuitori în unicul ei sat component, drept reședință a plășii Căzănești din același județ.
În 1952, comuna a trecut în administrarea raionului Slobozia din regiunea Ialomița și apoi (după 1952) din regiunea București. În 1968, a revenit la județul Ialomița, reînființat.
Comuna a fost declarată oraș în 2004, deși nu îndeplinea niciun criteriu pentru acordarea acestui statut.

## Demografie
Componența etnică a orașului Căzănești
     Români (73,18%)
     Romi (21,03%)
     Alte etnii (0,27%)
     Necunoscută (5,51%)
Componența confesională a orașului Căzănești
     Ortodocși (89,82%)
     Penticostali (4,08%)
     Alte religii (0,37%)
     Necunoscută (5,72%)
Conform recensământului efectuat în 2021, populația orașului Căzănești se ridică la 2.938 de locuitori, în scădere față de recensământul anterior din 2011, când fuseseră înregistrați 3.271 de locuitori. Majoritatea locuitorilor sunt români (73,18%), cu o minoritate de romi (21,03%), iar pentru 5,51% nu se cunoaște apartenența etnică. Din punct de vedere confesional, majoritatea locuitorilor sunt ortodocși (89,82%), cu o minoritate de penticostali (4,08%), iar pentru 5,72% nu se cunoaște apartenența confesională.

## Politică și administrație
Orașul Căzănești este administrat de un primar și un consiliu local compus din 13 consilieri. Primarul, Rodica-Viorica Andronache[*], de la Partidul Social Democrat, este în funcție din 1 noiembrie 2024. Începând cu alegerile locale din 2024, consiliul local are următoarea componență pe partide politice:
|  | Partid                          | Consilieri | Componența Consiliului | Componența Consiliului | Componența Consiliului | Componența Consiliului | Componența Consiliului | Componența Consiliului |
|  | ------------------------------- | ---------- | ---------------------- | ---------------------- | ---------------------- | ---------------------- | ---------------------- | ---------------------- |
|  | Partidul Social Democrat        | 6          |                        |                        |                        |                        |                        |                        |
|  | Partidul Național Liberal       | 3          |                        |                        |                        |                        |                        |                        |
|  | Uniunea Salvați România         | 2          |                        |                        |                        |                        |                        |                        |
|  | Alianța pentru Unirea Românilor | 1          |                        |                        |                        |                        |                        |                        |
|  | Partidul Lege Educație Unitate  | 1          |                        |                        |                        |                        |                        |                        |

## Monumente istorice
Două obiective din orașul Căzănești sunt incluse în lista monumentelor istorice din județul Ialomița ca monumente de interes local, ambele fiind clasificate drept monumente de arhitectură — școala construită în 1905 și biserica „Sfântul Nicolae”, care datează din 1858.

## Persoane născute aici
- Radu Bălan (1936 - 1995), om politic comunist;
- Cornel Cernea (n. 1976), fotbalist.